# Ханаанский бальзам

Памятник Веничке на площади Борьбы в Москве

«Ханаанский бальзам» — вымышленный алкогольный коктейль, описание которого приводится в постмодернистском квазибиографическом романе (поэме) русского писателя Венедикта Ерофеева «Москва — Петушки». Действие ведётся от лица Вени (Венички) Ерофеева, которому и принадлежит авторство алкогольных смесей. Рецепты, способы употребления, характеристики причудливых суррогатных напитков («Ханаанский бальзам», «Сучий потрох», «Поцелуй тёти Клавы», «Слеза комсомолки», «Первый поцелуй», «Поцелуй, насильно данный») содержатся в главах «Электроугли — 43-й километр» и «43-й километр — Храпуново». Практически все они токсичны и не предназначены для реального употребления. В описании коктейля совмещены библейские и литературные аллюзии, в целом присущие поэме, а также содержится пародия на советские идеологические клише.         

## Характеристика
В состав «Ханаанского бальзама», описанного первым из коктейлей («Электроугли — 43-й километр» и «43-й километр — Храпуново»), входит 100 грамм денатурированного спирта, 200 грамм бархатного (тёмное) пива и 100 грамм очищенной политуры. «Не буду вам напоминать, как очищается политура. Это всякий младенец знает. Почему-то никто в России не знает, отчего умер Пушкин, а как очищается политура —  это всякий знает». По словам Венички, пить водку в чистом виде, «даже из горлышка, — в этом нет ничего, кроме томления духа и суеты». Если смешать водку и одеколон, то в этом случае «есть известный каприз, но нет никакого пафоса». В «Бальзаме» же заключается «и каприз, и идея, и пафос, и сверх того ещё метафизический намёк». Далее напиток описывается таким образом: «Итак, перед вами „Ханаанский бальзам“ (его в просторечье называют „чернобуркой“) — жидкость в самом деле чёрно-бурого цвета, с умеренной крепостью и стойким ароматом. Это даже не аромат, а гимн. Гимн демократической молодёжи. Именно так, потому что в выпившем этот коктейль вызревают вульгарность и тёмные силы. Я сколько раз наблюдал!» В упоминаемом «Гимне» (композитор Анатолий Новиков, поэт Лев Ошанин) представлены «чёрные силы», выступающие против мира. Предотвратить появление «тёмных сил» можно двумя способами: не употреблять «Ханаанский бальзам», или же пить вместо него «Дух Женевы». Название представляет собой часть общего библейского претекста поэмы, а путешествие героя намекает на исход евреев из Египта (Москва) в обетованную ханаанскую землю (Петушки). Выражение «кроме томления духа и суеты» восходит к Ветхому Завету, где эти слова неоднократно встречаются в различных вариациях, например «Видел я все дела, какие делаются под солнцем, и вот, всё — суета и томление духа!» (Книга Екклесиаста 1:14). До этого в тексте уже упоминались напитки, которые объединяли земное и небесное («Иорданские струи», «Звезда Вифлеема»).          
Кроме того в Ветхом Завете содержится история Иосифа (уроженца Ханаана) и его братьев, где фигурирует бальзам. «И сказал им отец их, Исраэль: Если уж так, то вот что сделайте: возьмите плодов этой страны в сосуды ваши и свезите тому человеку в дар: немного бальзама, немного мёда, пряностей и ладана...» (Быт. 43:11) Этот библейский эпизод олицетворяет чувство любви, братства, примирения. В «Приключениях Тома Сойера» Марка Твена при описании характера тёти Полли содержится упоминание про этот чудесный напиток: «Она очень удивилась бы, если бы узнала, что для соседей она не ангел-целитель и не „ханаанский бальзам“» (Глава 12). Алексей Плуцер-Сарно назвал «Бальзам» «трагически опьяняющим напитком». В его названии смешаны «самые разные коннотации: это напиток древний, священный, иноземный, иудейский, райский, скоромно-непристойный, проклятый, но в любом случае — пародийно-сакральный». Кроме библейского слоя в описании коктейля значительное место занимает пародирование советских идеологических штампов.         

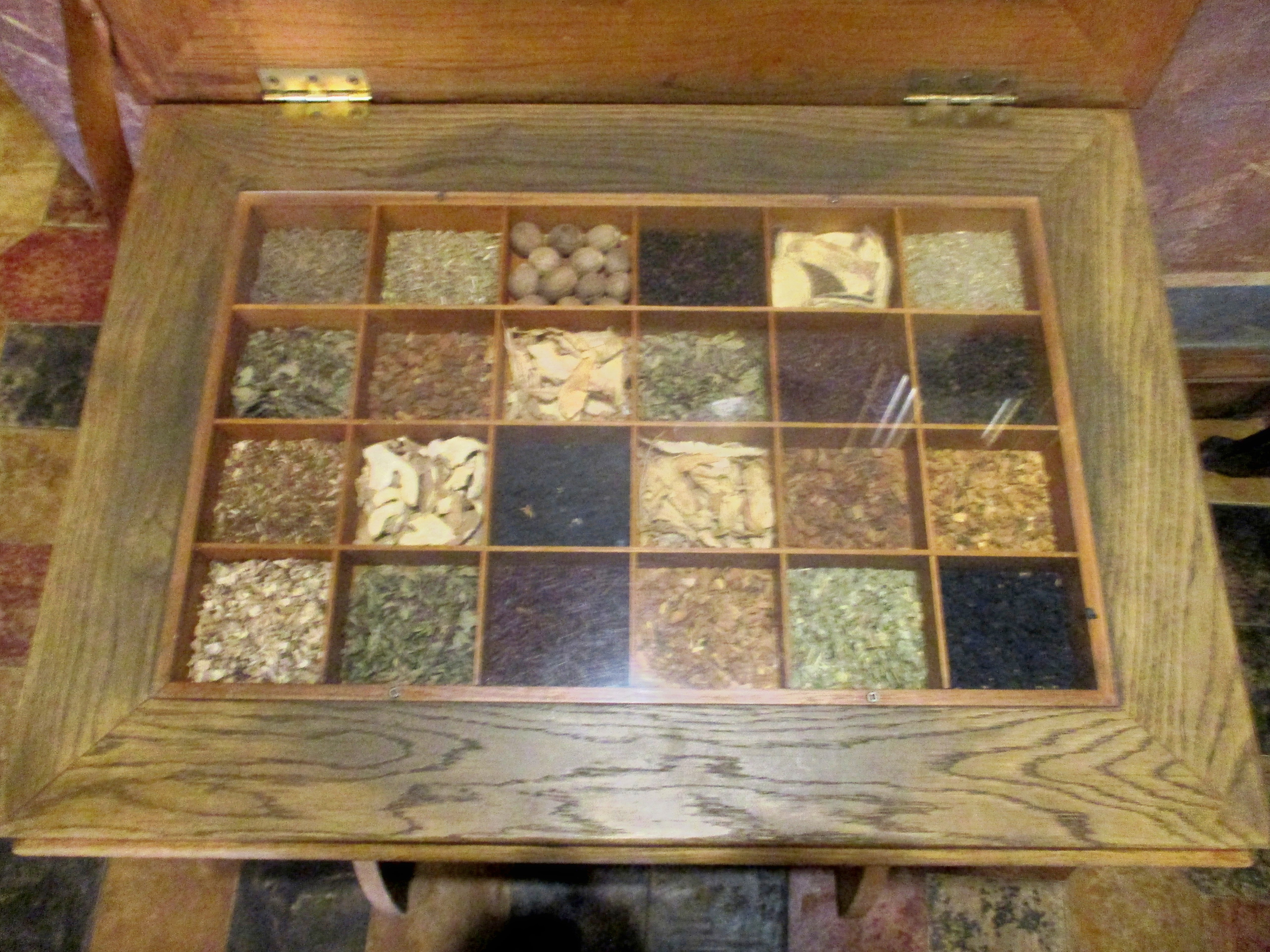
Ингредиенты Рижского бальзама

По внешнему виду (чернобурка — серебристо-чёрный лисий мех) коктейль напоминает «Рижский чёрный бальзам», настоянный на лекарственных травах. Видимо этим объясняется выбор названия напитка — «бальзам». Чернобуркой в народе называли смесь денатурата (или очищенной политуры) с пивом. Это единственный из коктейлей в главах «Электроугли — 43-й километр» и «43-й километр — Храпуново», который не придуман автором. Филолог Тамара Красильникова писала, что о «денатурате герой рассуждает, используя категорию вдохновения, а очищение политуры он сравнивает по степени значимости для человечества со смертью Пушкина. Понятно, что и эта аналогия иронична, но важен сам факт помещения ингредиента в литературное поле». Кроме того, состав «обладает мощным потенциалом религиозного и идеологического дискурсов, стойкостью аромата, но лишён метафоричности в силу простоты и малого количества компонентов, один из которых создает лишь голое вкусовое ощущение (денатурат), а другой очищен от примесей (политура очищенная). Явна и подчёркнутая материальность ингредиентов: денатурат предназначается для технических нужд или для разрушения материи — взрывов, политура используется для обработки мебели, а корень прилагательного, характеризующего сорт пива, — бархат». Светлана Шнитман-МакМиллин пришла к выводу, что создание намеренно ядовитых коктейлей является актом предсмертного творчества автора. Это прослеживается в ассоциативной последовательности метафизических символов: «Ханаан — Господь — смерть». В таком случае слова «и идея, и пафос» намекают на самоубийство, а «каприз» — на способ его совершения. По мнению Шнитман-МакМиллин, такая интерпретация подтверждается иронической отсылкой к цитате Николая Островского из романа «Как закалялась сталь»: «Жизнь даётся человеку один раз, и прожить её надо так, чтобы не ошибиться в рецептах…». На смертельную символику намекает и «Сучий потрох», названный «мистическим коктейлем последнего дня». По предположению Эдуарда Власова, в словах «метафизический намёк» присутствует алкогольная отсылка к стихотворению Михаила Кузмина «Для Августа» (сборник «Форель разбивает лёд»): «Ведь не был я нисколько пьян, / Но рот, фигура и туман / Твердили: ты смертельно пьян!.. / Разделся просто, детски лёг... / Метафизический намёк / Двусмысленно на сердце лёг». В подтверждение такой точки зрения приводят заметку Ерофеева: «...у Кузмина: „Метафизический намёк / Двусмысленно на сердце лёг“».       

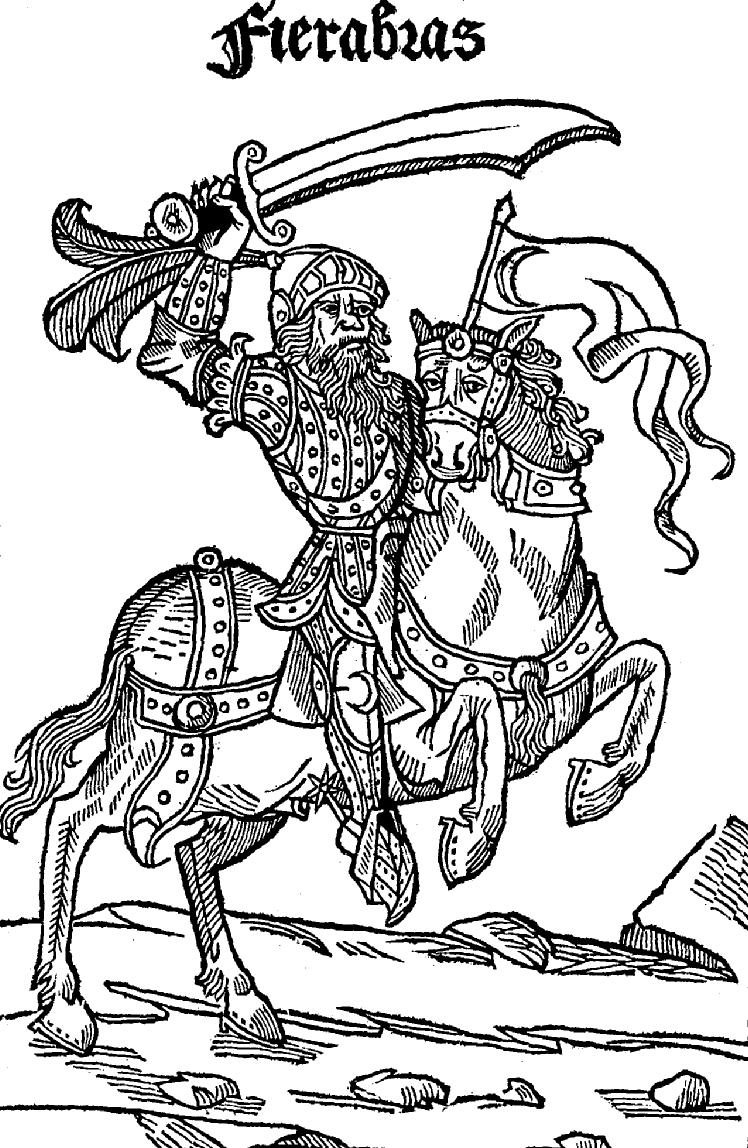
Великан Фьерабрас

«Ханаанский бальзам» и «Слеза комсомолки» взаимосвязаны между собой. Это выражается в том, что во втором случае у пьющего возникает причастность к женскому (человеческому) проявлению чувств у сознательной комсомолки, а также к любовному счастью. Эти два проявления представляют, по мнению Александра Кобринского, «шаг к небесам». Возможно в названии «Ханаанский бальзам» содержится отсылка к «Балладе о преступной мягкости» Евгения Евтушенко, которая была написана за год до начала работы Ерофеева над романом. В ней идёт речь о поэте Михаиле Светлове, и в ней содержится намёк на оба коктейля: «И, мягкостью ранящ, // слезу свою стёр // Семен Ханааныч — мудрец и актёр». В этом фрагменте упоминается актёр Семён Ханаанович Гушанский, друг Светлова. Согласно выводам Кобринского, в том случае, если «этот претекст в поэме Вен. Ерофеева действительно присутствует, то „Ханаанский бальзам“ и „Слеза комсомолки“ оказываются не только в едином контексте „семиотических коктейлей“, но и объединёнными во внутреннюю малую парадигму внутри более широкой». Всеволод Багно увидел в описании коктейлей одну из многочисленных отсылок к роману Сервантеса «Дон Кихот». Их рецепты созданы по тем же принципам, что и чудодейственный бальзам Фьерабраса, неоднократно упоминаемый Дон Кихотом.